# Equação de Kapustinskii
A equação de Kapustinskii é usada no cálculo da energia de rede {\displaystyle U_{L}} para um cristal iônico, a qual é experimentalmente difícil de se determinar. Foi nomeada em homenagem a Anatoli Fedorovich Kapustinskii, que publicou a fórmula em 1956. Ela apresenta-se como segue:
{\displaystyle U_{L}={K}\cdot {\frac {\nu \cdot |z^{+}|\cdot |z^{-}|}{r^{+}+r^{-}}}\cdot {\biggl (}1-{\frac {d}{r^{+}+r^{-}}}{\biggr )}}
onde:
- {\displaystyle K=1,20200\times 10^{-4}} {\displaystyle J\cdot m\cdot mol^{-1}};
- {\displaystyle d=3,45\times 10^{-11}} {\displaystyle m};
- {\displaystyle \nu } é o número de íons na fórmula empírica;
- {\displaystyle z^{+}} e {\displaystyle z^{-}} são o número de cargas elementares no cátion e no ânion, respectivamente;
- {\displaystyle r^{+}} e {\displaystyle r^{-}} são os raios do cátion e do ânion, respectivamente.

A energia de rede calculada dá uma boa estimativa para a equação de Born-Landé; o valor real geralmente difere em menos de 5%.
Além disso, é possível determinar os raios iônicos (ou, mais apropriadamente, o raio termoquímico) usando-se a equação de Kapustinskii quando a energia da rede é conhecida. Isso é útil para íons muito complexos como sulfato (SO2−
4) e fosfato (PO3−
4).

## Derivação a partir da equação de Born-Landé
Kapustinskii originalmente propôs a seguinte forma mais simples, que ele caracterizou como "associada a conceitos antiquados do caráter das forças de repulsão".
{\displaystyle U_{L}={K'}\cdot {\frac {\nu \cdot |z^{+}|\cdot |z^{-}|}{r^{+}+r^{-}}}}
Aqui, {\displaystyle K'} = 1,079 ×10−4 J·m·mol−1 . Essa forma da equação de Kapustinskii pode ser obtida como uma aproximação da equação de Born-Landé abaixo.
{\displaystyle U_{L}=-{\frac {N_{A}Mz^{+}z^{-}e^{2}}{4\pi \epsilon _{0}r_{0}}}\left(1-{\frac {1}{n}}\right)}
Kapustinskii substituiu {\displaystyle r_{0}} — a distância medida entre os íons — pela soma dos raios iônicos correspondentes. Além disso, assumiu-se que o expoente de Born ({\displaystyle n}) tinha um valor médio de 9. Finalmente, ele notou que a constante de Madelung ({\displaystyle M}) era aproximadamente 0,88 vez o número de íons na fórmula empírica. A derivação da forma posterior da equação de Kapustinskii seguiu uma lógica semelhante, partindo do tratamento químico-quântico em que o termo final é 1 − ⁠d/r0⁠ onde d é o mesmo definido acima. Substituindo-se {\displaystyle r_{0}} como antes, ontém-se a equação completa de Kapustinskii